# LAZ Salamander Kornwestheim-Ludwigsburg
Das LAZ Salamander Kornwestheim-Ludwigsburg war ein Leichtathletikzentrum (LAZ) als Zusammenschluss der ehemaligen Startergemeinschaften LG Salamander Kornwestheim und SG Ludwigsburg. Bei der Gründung 2002 handelte es sich im Einzelnen um folgende Teilvereine: 1. FV Kornwestheim, TV Kornwestheim (beide 2006 verschmolzen im SV Salamander Kornwestheim), SKV Eglosheim, MTV Ludwigsburg, TV Neckarweihingen, ASV Oßweil, KSV Hoheneck, DJK Ludwigsburg, SV Spiegelberg und TV Marbach. Ende 2008 ist die KSV Hoheneck aus dem LAZ ausgetreten.
Im Oktober 2016 gab das LAZ Salamander bekannt, dass es sich zur neuen Saison 2017 auflöst. Die Ludwigsburger Mitgliedsvereine gründeten wenig später das LAZ Ludwigsburg.
Der Verein war in Deutschland durch seine gute Schüler- und Jugendarbeit bekannt sowie durch seine Top-Athleten Marie-Laurence Jungfleisch, Marian Reichert, Peter Esenwein und Nadine Hildebrand, die zur deutschen Spitze gehörten und  international erfolgreich waren.

## Erfolge (Auswahl)
- 2003–2009: Mehrere Deutsche Meisterschaften über 100 und 200 Meter (Tobias Unger)
- 2004: Deutscher Juniorenmeister in der 4-mal-100-Meter-Staffel 40,65 s (Martin Schäfer, Johannes Lohrer, Vincent David, Patrick Sihler)
- 2009: Deutscher Jugendmeister in der 4-mal-100-Meter-Staffel 47,81 s (Nicole Sandrieser, Sara Kuhnle, Laura Wolf, Judith Werner)
- 2012: Deutsche U23-Meisterschaften im Hochsprung (Marie-Laurence Jungfleisch); Deutsche U20-Meisterschaften im Stabhochsprung (Marian Reichert)
- 2014: Deutsche U23-Meisterschaften im Stabhochsprung (Marian Reichert)
- 2015: Deutsche U20-Meisterschaft mit der 4-mal-100-Meter-Staffel 41,14 s (Josué Ndombasi, Michael Nager, Henrik Hannemann, Israel Ereme)
- 2015: Deutsche U23-Meisterschaft im Hochsprung (David Nopper)
- 2015: Deutsche Meisterschaft im Hochsprung (David Nopper)